# خوان بابلو بيريرا
خوان بابلو بيريرا (بالإسبانية: Juan Pablo Pereyra) (30 مايو 1984 في الأرجنتين - ) هو لاعب كرة قدم أرجنتيني في مركز الهجوم. شارك مع منتخب الأرجنتين لكرة القدم. أما مع النوادي، فقد لعب مع أتليتيكو توكومان وإستوديانتيس دي لا بلاتا وتيغري وفيرو كاريل أويستي وناسيونال مونتيفيديو ويونيون دي سانتا في ونادي ألميرانته براون وIndependiente Rivadavia ‏ وClub Atlético El Linqueño ‏.

## روابط خارجية
- خوان بابلو بيريرا على موقع إي إس بي إن إف سي (الإنجليزية)
- خوان بابلو بيريرا على موقع قاعدة بيانات كرة القدم.إي يو (الإنجليزية)
- خوان بابلو بيريرا على موقع ناشيونال فوتبول تيمز (الإنجليزية)
- خوان بابلو بيريرا على موقع Soccerway.com (الإنجليزية)